# Agostino Frassinetti
Agostino Frassinetti, né en 1897 à Sampierdarena et mort en 1967 à Gênes, est un nageur italien ayant participé aux Jeux olympiques d'été de 1920 à Anvers et aux Jeux olympiques d'été de 1924 à Paris.
Son arrière-petite-fille est la joueuse olympique de water-polo Teresa Frassinetti.

## Carrière
Aux Jeux olympiques de 1920 à Anvers, il se classe 5e avec le relais 4 × 200 mètres nage libre (temps non enregistré) après avoir réalisé 11 min 1 s 2 en demi-finale. Sur le 100 mètres nage libre en individuel, il remporte sa série en 1 min 11 s 8 mais sa quatrième place en demi-finale fait que son temps n'est pas enregistré.
Aux Jeux olympiques d'été de 1924 à Paris, il est encore membre du relais 4 × 200 mètres nage libre. L'équipe réalise le deuxième temps de sa série (11 min 5 s 2) et est qualifiée pour les demi-finales, mais, elle termine quatrième (11 min 5 s 2) de sa demi-finale et ne va pas en finale.
Aux championnats d'Italie, il remporte le titre du 100 mètres nage libre en 1922 (1 min 12 s 8) et 1923 (1 min 11 s 2) ; il termine deuxième en 1919 (1 min 9 s), 1920 (1 min 13 s 8) et 1924 (1 min 8 s 2) ; il est troisième en 1921(1 min 9 s 2) et 1926 (1 min 7 s 4). Il monte sur la deuxième marche du podium en 1919 sur le 400 mètres nage libre (6 min 34 s 8).